# Liste der Einträge im National Register of Historic Places im Zapata County
Die Liste der Registered Historic Places im Zapata County führt alle Bauwerke und historischen Stätten im texanischen Zapata County auf, die in das National Register of Historic Places aufgenommen wurden.

## Aktuelle Einträge
| Lfd. Nr. | Name                          | Bild | Datum der Eintragung | Adresse/Lage                       | Ort         | ID-Nr.   | Beschreibung |
| -------- | ----------------------------- | ---- | -------------------- | ---------------------------------- | ----------- | -------- | ------------ |
| 1        | Corralitos Ranch              |      | 2. Aug. 1977         | 2 mi. N of San Ygnacio off U.S. 83 | San Ygnacio | 77001483 |              |
| 2        | Dolores Nuevo                 |      | 27. Nov. 1973        | Address Restricted                 | Laredo      | 73001986 |              |
| 3        | Dolores Viejo                 |      | 17. Aug. 1973        | Address Restricted                 | San Ygnacio | 73001987 |              |
| 4        | San Francisco Ranch           |      | 25. März 1977        | 1 mi. N of San Ygnacio             | San Ygnacio | 77001484 |              |
| 5        | San Ygnacio Historic District |      | 16. Juli 1973        | Town of San Ygnacio                | San Ygnacio | 73001988 |              |
| 6        | Trevino-Uribe Rancho          |      | 16. Juli 1973        | Jct. of Uribe and Trevino Sts.     | San Ygnacio | 73002342 |              |